# Hello Heartbreak
"'Hello Heartbreak'" "Hola corazón roto", es una canción de dirección Electro-pop-euro-dance, que pertenece al tercer álbum de estudio de Michelle Williams "Unexpected". El track es el segundo sencillo del álbum y fue coescrito por Michelle Williams y Rico Love. Es un sencillo doble ya que son los temas Hello Heartbreak y The Greatest.

## Video musical
El video musical de la canción será grabado dentro de la primera semana de octubre, y la artista ha pedido a sus propios fanes que le den ideas a través de su My Space, Facebook, y You Tube para el video.

## Trancklist del Sencillo
1. "Hello Heartbreak (Album Version)" – 4:10
2. "Hello Heartbreak (Kovas Ghetto Beat Remix)" – 4:23
3. "Hello Heartbreak (Catalyst Remix)" – 4:01
4. "Hello Heartbreak(Lost Daze Deep Inside Mix)" – 7:05
5. "Hello Heartbreak (Matty's Body and Soul Mix)" – 8:38

## Chart
El sencillo debutó en el lugar número #8 de U.S. Billboard Hot Dance Singles Sales y número #40 en U.S Billboard Hot Singles Sales.

## Listas de ventas
| Chart (2008)                           | Peak position |
| -------------------------------------- | ------------- |
| U.S. Billboard Hot Dance Singles Sales | 8             |
| U.S. Billboard Hot Singles Sales       | 40            |